# Edward Canfor-Dumas
Edward Canfor-Dumas (nacido 1957) es un novelista y un guionista de televisión galardonado. Además es un especialista en administración de conflictos.

## Vida y carrera
Después de ganar una beca para la Escuela Superior Latymer, Hammersmith, él leyó Literatura inglesa en la Nueva Universidad, Oxford. Poco después empezó a escribir guiones para series televisiva populares como La Factura y Kavanagh QC. Su primera característica importante-programa de longitud era Amor Duro , una obra potente sobre corrupción policial, protagonizado por Ray Winstone. Luego él escribió la obra para la BBC altamente aclamada Pompeya: El último díal (2003),  el cual fue nominado para un BAFTA. Luego él hizo en el 2005 la aclamada película de catástrofes Supervolcán.
Él entró en el mundo de las novelas en el mismo año con la historia moderna exitosa El Buddha, Geoff y Yo, el cual  siguió en el 2014 con 'Bodhisattva Blues. Edward es un budista practicante y ambos libros tienen temas budistas. Él también apareció en El Buddha en Vida Diaria (1988) para Richard Causton.
En el 2006 Edward tomó una función primordial en establecer el Grupo Parlamentario Todopartidario sobre Asuntos de Conflicto, que fue lanzado entre el febrero del 2007, y en el 2011 él cofundó Engi, una empresa social que trabaja con el sector privado, la sociedad civil,el  gobierno y el ejército para dirigir conflictos y reducir violencia.  Es actualmente uno de los dirigentes del un proyecto de multinacional - Entender para Impedir -, el cual está explorando una función expandida para el ejército en la prevención de conflictos violentos, y recientemente se ha unido al Foro de Estrategia del Jefe  del Estado Mayor de la Defensa del Reino Unido.
Edward vive con su mujer, Coralyn, en Hertfordshire cerca de  Londres y tiene un hijo y una hija, Alexander y Emily.